# NRP Tejo (P590)
O NRP Tejo (P590) é um navio-patrulha oceânico da classe Tejo, actualmente ao serviço da Marinha Portuguesa.
Trata-se do navio-patrulha HDMS Viben (P562) da classe Flyvefisken da Marinha Dinamarquesa, construído em 1995 e vendido ao governo de Portugal em Outubro de 2014.

## Cronologia
- A 12 de Maio de 2015 o navio chegou a Portugal.[1]
- A 5 de Maio de 2016 o NRP Tejo foi aumentado ao efectivo da Marinha Portuguesa.[1][2][3] À data foi estimado que o navio tinha uma "vida útil residual de pelo menos dez anos".[4]

- A 27 de Dezembro de 2016, o navio NRP Tejo partiu para primeira missão rumo à Madeira.[4]
- A 5 de Janeiro de 2017, o NRP Tejo realizou a sua primeira missão às Ilhas Selvagens.[5]

- A 3 de Março de 2017 foi noticiado que o NRP Tejo já percorrera 4.000 milhas ao serviço da Marinha nos mares da Madeira.[1]
- A 14 de Julho de 2017 foi anunciado que o NRP Tejo seria colocado ao serviço da Frontex para participar na operação Triton entre 22 de Julho e 08 de Setembro.[6]